# I Walk the Line
I Walk the Line (česky: Nezahýbám) je píseň Johnnyho Cashe, kterou nahrál roku 1956 u Sun Records a s níž zaznamenal velký úspěch. V roce 2004 ji dokonce časopis Rolling Stone zařadil na 30. místo v žebříčku pěti set nejlepších písní všech dob.
Název I Walk The Line nese také filmové drama z roku 1970, na jehož soundtracku se podepsal právě Johnny Cash. Walk the Line je pak další film z roku 2005 pojednávající o životě Johnnyho Cashe a o jeho vztahu k jeho druhé ženě June Carter.
Velšský hudebník a skladatel John Cale použil úvodní verš písně („I keep a close watch on this heart of mine“) jako ústřední motiv své písně „Close Watch“.

## Ukázka
První sloka písně:
| „ | I keep a close watch on this heart of mine I keep my eyes wide open all the time I keep the ends out for the tie that binds Because you're mine, I walk the line | “ |

Český překlad z filmu Walk the Line použitý také v knize I Walked the Line: Můj život s Johnnym Cashovy první ženy Vivian Liberto:
| „ | Já vím, že srdce nepokojné mám, proto si na něj dobrý pozor dám a závazků svých, těch se nezříkám, já rád tě mám, nezahýbám. | “ |

## Česká coververze
Českou coververzi písně I Walk the Line nazpíval Pavel Bobek, s vlastním textem, pod názvem Víc nehledám. Nahrávka vyšla v roce 2010 na albu Víc nehledám... (Pocta písním, které zpíval Johnny Cash).